# Сражение при Пистории
Сражение при Писто́рии — единственное сражение во время мятежа Катилины, которое произошло в январе 62 года до н. э. у города Пистория в Этрурии. Обладавшая численным превосходством правительственная армия проконсула Гая Антония Гибриды (в день битвы ею командовал легат Марк Петрей) разгромила мятежников во главе с Катилиной. Последний погиб, вместе с ним в схватке пали три тысячи его сторонников.

## Предыстория и ход сражения
Римский патриций Луций Сергий Катилина в 63 году до н. э. организовал заговор, чтобы захватить власть. Он планировал вызвать беспорядки в столице в то время, как его сторонник Гай Манлий соберёт в Этрурии, в районе города Фезулы, армию из сулланских ветеранов, получивших когда-то наделы в этом регионе, и других местных землевладельцев. Манлий действительно сформировал войско и построил перед Фезулами полноценный военный лагерь. В середине ноября туда приехал Катилина, вынужденный покинуть столицу; он и стал командующим.
Сенат ввёл чрезвычайное положение, объявил Катилину и Манлия «врагами отечества» и двинул против них армию Гая Антония Гибриды. Войско мятежников, насчитывавшее, по разным данным, от 7 до 20 тысяч человек, начало уменьшаться в размерах из-за дезертиров. Оно двинулось на север, но путь ему преградил проконсул Квинт Цецилий Метелл Целер. Катилина оказался заперт в узкой долине под Писторией между двумя правительственными армиями, и решил атаковать Антония, чтобы прорваться на юг (январь 62 года до н. э.). Гай, в прошлом союзник Луция, вёл себя крайне двусмысленно, а потому мятежники могли рассчитывать, что он в решающий момент перейдёт на их сторону. Накануне сражения он передал командование легату Марку Петрею, чтобы отстраниться от происходящего.
Полем боя стала узкая долина. Катилина поставил в первых рядах самых опытных и лучше вооружённых воинов и лично повёл их в атаку. Схватка была крайне ожесточённой: мятежники были в меньшинстве, но не хотели уступать и сдаваться. Правительственные войска прорвали их центр, а потом перебили практически всех, но и сами понесли тяжёлые потери. В схватке погибли и Катилина, и Манлий.